# Pianoforte preparato

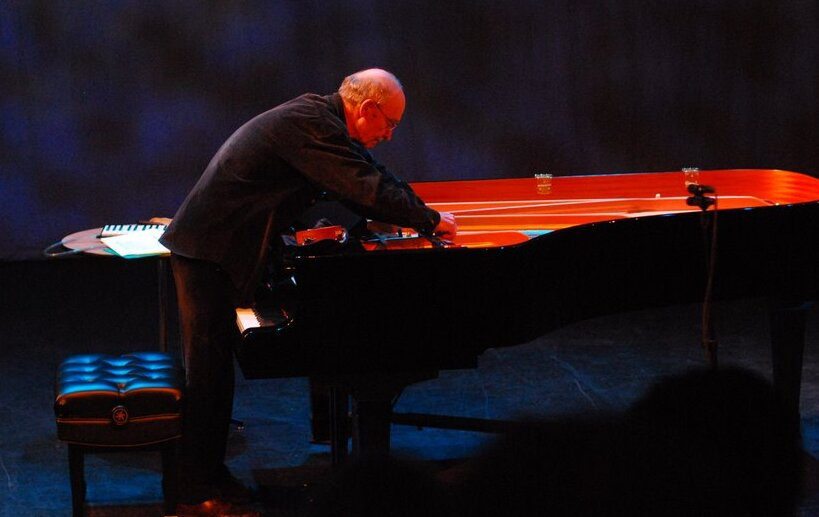
Christian Wolff

Un pianoforte preparato è un pianoforte il cui suono è stato modificato inserendo vari oggetti tra le sue corde. L'idea di cambiare il timbro di uno strumento mediante l'uso di oggetti esterni è stata applicata ad altri strumenti oltre al pianoforte: si veda ad esempio la chitarra preparata.
Nei pezzi per piano preparato si inseriscono tra le corde del pianoforte  svariati oggetti, in modo che l'esecutore produca suoni che non sono del tutto volontari. È uno studio sulla casualità del timbro: il compositore indica la preparazione dello strumento, ma non  decide completamente il risultato sonoro  della sua opera. Si generano suoni che suggeriscono il suono prodotto da un'orchestra di percussioni. È una provocazione nei riguardi dell'inviolabilità degli strumenti classici.

## Informazioni generali
Il compositore statunitense Richard Bunger ha scritto un libro, The Well-Prepared Piano, in cui spiega come John Cage prepari i suoi pianoforti e anche quali pianoforti siano adatti poiché la lunghezza delle corde cambia in base alle diverse case produttrici. Bunger chiarisce inoltre perché le preparazioni fossero fatte in un certo modo e quindi quale adattamento creasse un certo suono (effetti armonici, effetti sul timbro, ecc). Il timbro di uno strumento cambia profondamente quando si introduce una preparazione. Molte tecniche sono legate alla posizione armonica delle corde, per cui una preparazione a 1/2 produce un suono diverso da una a 1/3. La preparazione non causa, quindi, un suono casuale.

## Storia
Alla fine della seconda guerra mondiale il panorama compositivo si animò spinto da una forza innovativa che tendeva a stravolgere ogni regola o forma fino allora
seguita. L'avanguardia e la sperimentazione divennero i caratteri distintivi di questo periodo. I musicisti volevano cercare e percorrere nuove strade alla ricerca di
nuove possibilità espressive e comunicative allargando lo spazio sonoro molto al di là di quello occupato dagli strumenti tradizionali. I compositori del primo Novecento svilupparono tecniche e linguaggi che portarono all'evoluzione della tonalità e a interpretazioni nuove del suono pianistico. In primo luogo Claude Debussy, Maurice Ravel, Aleksandr Skrjabin e Sergej Prokof'ev concorsero all'instaurazione di un pianismo
"percussivo".
I primi esperimenti di piano preparato risalgono ad Erik Satie, che nell'opera Le Piège de Méduse. Sept pièces pour piano ("La trappola di Medusa. Sette pezzi per pianoforte") inserì per la prima volta nella cassa armonica del piano degli oggetti (pezzetti di carta, striscioline di metallo ed altro) che, vibrando insieme alle corde quando queste venivano martellate, modificavano il suono producendone uno alterato. Successivamente il compositore statunitense Henry Cowell compose pezzi per piano in cui bisognava suonare le corde con le dita e con barrette di metallo, e poi nel 1940 viene commissionata a John Cage una musica per il balletto Bacchanale: qui per la prima volta Cage sperimenta coscientemente la tecnica del "piano preparato" piazzando una piastra di metallo sulle corde, così da modificare il timbro dello strumento e produrre suoni percussivi.
L'invenzione del pianoforte preparato nasceva da un lato da un'intuizione di Henry Cowell e dall'altro da esigenze squisitamente pratiche: come ricorda anche Emanuele Arciuli nel suo Musica per pianoforte negli Stati Uniti il compositore statunitense John Cage si trovava a lavorare nei primi anni Quaranta presso la Cornish School che non offriva gli spazi adatti ad ospitare un gruppo di percussionisti che accompagnassero le coreografie del collega e amico Merce Cunningham. Arciuli così commenta: “Cage si trovò a fare di necessità virtù. Il pianoforte diviene, nel risultato sonoro, una batteria di strumenti a percussione, grazie ai diversi oggetti che, inseriti fra le corde, alterano tempi di attacco, di rilascio, timbro, intensità e intonazione; nonché la meccanica dello strumento, in quanto alcuni tasti sono più pesanti, meno veloci nel ritorno e nella percussione, impedendo la regolarità dell'articolazione digitale e, dunque, determinando un ulteriore cambiamento delle modalità esecutive”.

## Uso nella popular music
- I Beach Boys, nelle registrazioni di Love to Say Dada e Cool, Cool Water, hanno fatto uso di pianoforte con le corde legate.
- Per All Tomorrow's Parties (da The Velvet Underground & Nico, album dei Velvet Underground del 1967), John Cale preparò il suo pianoforte con una catena di graffette.
- Nella canzone dei Beatles "For You Blue", Paul McCartney suona un pianoforte nel quale inserisce dei pezzetti di carta per fermare le corde.
- Denman Maroney ha suonato con quello che lui ha chiamato hyperpiano, che include fermarsi, scivolare, curvarsi, pizzicare, picchiare e strimpellare le corde con barre di bronzo, palle di alluminio, blocchetti di gomma, scatole di plastica e altri oggetti casalinghi.
- Dal 1982, Roger Miller (musicista rock) ha adattato il piano preparato al suo lavoro. Miller ha pubblicato molti album da allora (Ace of Hearts, SST, New Alliance, Atavistic, Matador) usando questa tecnica. Nelle sue composizioni per le sale da concerto, dal 2009 ad oggi, ha spesso utilizzato il piano preparato.
- La canzone dei Noah and the Whale Our Window usa il piano preparato con viti, palle da ping pong e stuzzicadenti.
- Tori Amos suona un piano preparato nel suo brano Bells for Her.